# Serguéi Nóvikov (judoka)
Serguéi Nóvikov –en ruso, Сергей Новиков– (15 de diciembre de 1949-16 de abril de 2021) fue un deportista soviético que compitió en judo.
Participó en dos Juegos Olímpicos de Verano en 1976 y 1980, obteniendo una medalla de oro en la edición de Montreal 1976 en la categoría de +93 kg. Ganó dos medallas en el Campeonato Mundial de Judo en 1973 y 1975, y ocho medallas en el Campeonato Europeo de Judo entre 1970 y 1980.

## Palmarés internacional
| Juegos Olímpicos   | Juegos Olímpicos        | Juegos Olímpicos  | Juegos Olímpicos |
| Año                | Lugar                   | Medalla           | Categoría        |
| ------------------ | ----------------------- | ----------------- | ---------------- |
| 1976               | Montreal (Canadá)       | Medalla de oro    | +93 kg           |
| Campeonato Mundial |                         |                   |                  |
| Año                | Lugar                   | Medalla           | Categoría        |
| 1973               | Lausana (Suiza)         | Medalla de bronce | +93 kg           |
| 1975               | Viena (Austria)         | Medalla de plata  | +93 kg           |
| Campeonato Europeo |                         |                   |                  |
| Año                | Lugar                   | Medalla           | Categoría        |
| 1970               | Berlín Oriental (RDA)   | Medalla de bronce | Abierta          |
| 1972               | Voorburg (Países Bajos) | Medalla de bronce | Abierta          |
| 1973               | Madrid (España)         | Medalla de oro    | Abierta          |
| 1974               | Londres (Reino Unido)   | Medalla de oro    | Abierta          |
| 1975               | Lyon (Francia)          | Medalla de plata  | +93 kg           |
| 1976               | Kiev (URSS)             | Medalla de oro    | +93 kg           |
| 1978               | Helsinki (Finlandia)    | Medalla de bronce | +95 kg           |
| 1980               | Viena (Austria)         | Medalla de bronce | Abierta          |